# Йоа (озеро)
Озеро Йоа (також Юа; фр. Yoa) — друге за величиною озеро з групи Уніанга в регіоні Еннеді у північно-східному Чаді. Ці озера виділяються своїми довгими мисами, що проходять у напрямку північ-південь. Вони є залишками набагато більшого озера, яке заповгювало улоговину під час так званого зеленого періоду Сахари, що тривав приблизно від 10 000 до 1500 до н. е. В даний час у басейні є п'ятнадцять озер загальною площею близько 20 км².

## Гідрогеологія
Сильно солоне озеро Йоа характеризується складним процесом підземного водообміну, який спільний для всіх озер в Уніанзі.

## Зміна клімату
Озеро Йоа становить інтерес для досліджень глобального розвитку клімату. Команда Кельнського університету на чолі зі Стефаном Крепеліном взяла керни із осаду дна озера. Оскільки озеро Йоа існує безперервно від вологого періоду, осади на дні води були захищені від ерозії та розсіювання. Аналіз пилку в ядрі показав, що перехід від лісу до пустелі поблизу озера Йоа був поступовим. Між тим були періоди чагарників і пасовищ, перш ніж ця місцевість стала повністю пустельною.
Цей висновок суперечить працям Пітера де Менокаля та його колег з Колумбійського університету, які взяли ядро з океанічних відкладень біля західного узбережжя Мавританії у 2000 році. Проаналізувавши пил у цьому керні, автори дійшли висновку, що опустелювання відбувалося швидко, протягом всього кількох сотень років.
Різниця між цими двома результатами не дивує при уважному розгляді. Керн із океану показує хід опустелювання усієї північної частини африканської суші, тоді як дані з озера Йоа дають більш точну інформацію про умови в районах на південь і захід від нього. Ці райони забезпечували матеріал, яким озеро покривалося пасатами, панували тут в голоцені. Цілком можливо, що сталося і те, і інше: Північна Африка швидко ставала сухішою, а в деяких районах процес опустелювання відбувався через низку екологічних переходів.[джерело?]